# Scotforth (parish)
Scotforth är en civil parish i Storbritannien.   Den ligger i grevskapet Lancashire och riksdelen England, i den centrala delen av landet, 300 km nordväst om huvudstaden London.
Orten Scotforth ingår inte i Scotforth civil parish, utan ligger strax utanför.